# Colonia della Nuova Zelanda
La colonia della Nuova Zelanda fu una colonia dell'Impero britannico esistita dal 1841 al 1907. Inizialmente istituita come colonia della corona britannica, per effetto del New Zealand Constitution Act 1852 ottenne l'autogoverno. Il primo parlamento fu eletto nel 1853 mentre il primo governo si formò nel 1856.
La monarchia inglese era rappresentata da un governatore generale, scelto dal sovrano su proposta del primo ministro inglese.
Nel 1907 la colonia chiese ed ottenne un più esplicito riconoscimento del proprio autogoverno diventando un dominion dell'Impero.

## Storia

### Fondazione
Il 1º febbraio 1840 il capitano William Hobson giunse in Nuova Zelanda e proclamò che l'intero territorio era ora soggetto all'impero britannico. Il 6 febbraio successivo il capitano stipulò con diverse tribù Maori il trattato di Waitangi in cui quest'ultime cedevano alla corona inglese la propria sovranità in cambio della protezione derivata dall'essere sudditi britannici. Il 21 maggio dello stesso anno Hobson riaffermò che la corona inglese possedeva la sovranità dell'Isola del Nord, dell'Isola del Sud e dell'Isola di Stewart.
I nuovi territori acquisiti andarono ad ingrandire la già esistente colonia del Nuovo Galles del Sud, poiché il 15 giugno 1839 il governo inglese aveva specificato che colonia del Nuovo Galles del Sud avrebbe incluso «qualsiasi territorio che è o può essere acquisito in sovranità da Sua Maestà... all'interno di quel gruppo di isole nell'Oceano Pacifico, comunemente chiamate Nuova Zelanda».
La situazione cambiò il 16 novembre 1860 quando fu emanato mediante una lettera patente l'Atto per l'istituzione della Colonia della Nuova Zelanda (in inglese Charter for Erecting the Colony of New Zealand) che affermava che il 3 maggio 1841 la Nuova Zelanda avrebbe costituito una colonia della corona separata da quella del Nuovo Galles del Sud.

### Colonia della corona

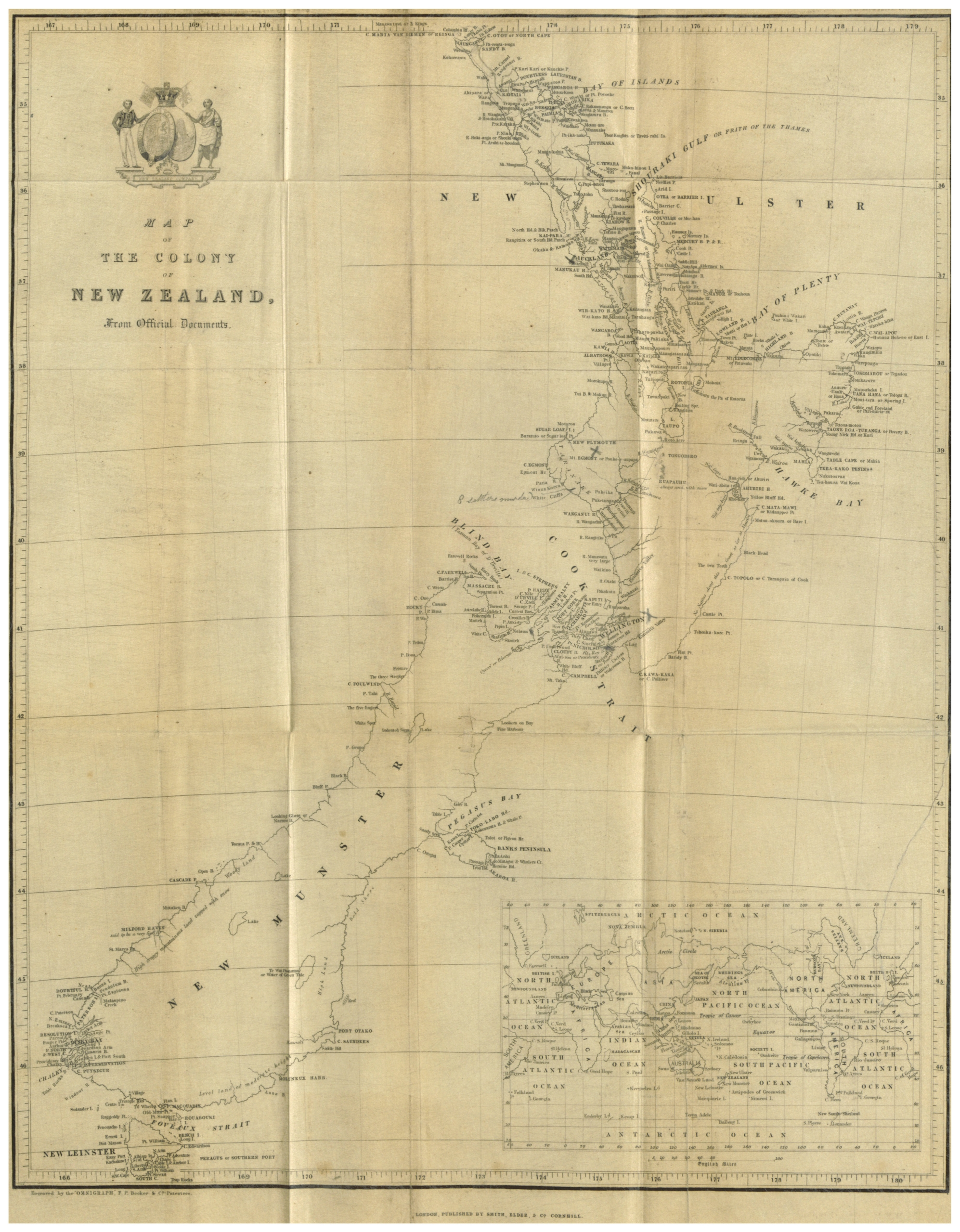
Mappa della Nuova Zelanda nel 1842.

Il 3 maggio 1841 Hobson divenne il primo governatore della Nuova Zelanda ed era coaudivato nelle sue funzioni da un consiglio esecutivo e da un consiglio legislativo.
Il consiglio esecutivo era composto dal procuratore generale, dal segretario coloniale e dal tesoriere coloniale. Il consiglio legislativo era composto dal governatore, da tutti i membri del consiglio esecutivo e da tre giudici di pace nominati dal governatore. Al consiglio legislativo era dato il potere di emanare leggi chiamate ordinanze.

### Governo autonomo
Con l'arrivo di coloni inglesi iniziarono le richieste per un autogoverno. A Wellington la New Zealand Company concesse un consiglio eletto, che fu però abolito da William Hobson nel 1840. Per far fronte alle richieste della colonia nel 1846 il parlamento del Regno Unitò approvò una prima costituzione neozelandese che metteva le basi per un autogoverno. L'allora governatore George Grey fu però contrario a tale costituzione in quanto prevedeva di dividere le isole in distretti per europei e in distretti per maori, ovvero la popolazione locale. Di conseguenza, la costituzione non fu del tutto implementata, tranne per quelle parti che ordinavano la creazione delle prime province.

La costituzione del 1852 prevedeva la creazione di nuove province.

Una seconda costituzione fu votata e approvata dal parlamento inglese il 30 giugno 1852 e diventò la legge fondamentale della colonia. Questa seconda costituzione istituì un parlamento bicamerale composto dal già citato consiglio legislativo e la camera dei rappresentanti i cui membri erano eletti dai cittadini. Dal 14 luglio 1853 fino al 1º ottobre dello stesso anno si tennero le prime elezioni della camera dei rappresentanti.

## Bandiera
Dalla sua fondazione la colonia utilizzò soltanto l'Union Jack. A partire dal 1865 la colonia dovette adottarsi di una nuova bandiera in forza del Colonial Naval Defense Act 1865 che obbligava tutte le navi dei governi coloniali ad utilizzare il Blue ensign abbinato al blasone o allo stemma che identificava la colonia. Poiché la Nuova Zelanda non aveva ancora adottato uno stemma proprio, era utilizzato quello del Regno Unito, il governo coloniale optò per le lettere NZ.
Nel 1869 Albert Hastings Markham propose a Sir George Bowen, l'allora governatore della Nuova Zelanda, una nuova bandiera dove al Blue ensign erano abbinate quattro stelle che rappresentano la costellazione della Croce del Sud. Questa versione della bandiera fu inizialmente utilizzata soltanto per le navi governative, ma ottenne popolarità come bandiera nazionale con l'ondata di patriotismo scatenata dalla seconda guerra boera. Per porre fine alla confusione tra le varie bandiere utilizzate, il 24 marzo 1902 entrò in vigore una legge che rendeva la bandiera ideata da Markham quella nazionale.

La colonia della Nuova Zelanda utilizzò la bandiera del Regno Unito come propria bandiera nazionale dalla fondazione fino al 1902.
La bandiera navale con le lettere NZ utilizzata dalla marina coloniale negli anni 1865–1869.
La bandiera proposta da Sir Markham ideata nel 1869 e resa bandiera nazionale il 1902. È ancora oggi la bandiera della Nuova Zelanda.

### Esplicative
1. ↑  Il Governatore generale è colui che rappresentava il sovrano britannico in Nuova Zelanda.